# Unai Osa
Unai Osa Eizaguirre (* 12. Juni 1975 in Zestoa) ist ein ehemaliger spanischer Radrennfahrer.
1993 wurde Unai Osa spanischen Juniorenmeister im Straßenrennen. 1996 entschied er das Bidasoa Itzulia und das Memorial Valenciaga sowie 1997 die Nachwuchswertung des Grande Prémio Internacional de Torres Vedras für sich.
1997 unterschrieb Osa einen Vertrag bei dem spanischen Radsport-Team Banesto. 1999 gewann er das Classique des Alpes sowie die Tour de l’Avenir. Beim Giro d’Italia 2001 wurde er Dritter im Gesamtklassement hinter Gilberto Simoni und Abraham Olano. Daraufhin nahm er auch 2002 zum einzigen Mal an der Tour de France teil und beendete sie auf dem 18. Platz. 2006 fuhr Osa bei dem spanischen ProTeam Liberty Seguros-Würth von Manolo Saiz.
Im Dopingskandal Fuentes tauchte auch Osas Name auf Fuentes’ Liste auf, die von der spanischen Justiz entschlüsselt wurde.
Unai ist der jüngere Bruder von Aitor Osa. Die beiden fuhren ab 1997 im selben Team.

## Palmarès
1999
- Classique des Alpes
- Gesamtwertung Tour de l’Avenir

## Teams
- 1997–2005 Banesto / Illes Baleares
- 2006 Liberty Seguros-Würth